# Schleswig, Schleswig-Flensburg
Schleswig (tiếng Đan Mạch: Slesvig; South Jutlandic: Sljasvig, tiếng Anh: Sleswick; Low German: Sleswig) là một đô thị thuộc huyện Schleswig-Flensburg, bang Schleswig-Holstein, Đức.